# Максимальний постійний вітер
Максимальний постійний вітер (англ. maximum sustained wind) — індикатор швидкості вітру, що зазвичай асоціюється з категоризацією тропічних циклонів та інших штормів. Максимальний постійний вітер визначається як максимальна швидкість вітру в межах шторму, усереднена в одній точці за певний період. Зазвичай ця швидкість вимірюється на висоті 10 м від поверхні. Однак період, за який проводиться усереднення, відрізняється залежно від агентства, що наводить дані. Так, за рекомендацією Всесвітньої метеорологічної організації, якої дотримується більшість країн світу, використовується усереднення за 10 хвилин, у США усереднення проводиться за 1 хвилину, а в Індії за 3 хвилини.
| Погода | Це незавершена стаття з метеорології. Ви можете допомогти проєкту, виправивши або дописавши її. |